# Hafelekarspitze
De Hafelekarspitze is een 2334 meter hoge bergtop in de Noordketen van het Karwendelgebergte in het Oostenrijkse Tirol. De berg ligt ten noorden van Innsbruck.
Sinds 1928 is de berg met een kabelbaan bereikbaar. Het Hafelekar-Bergstation ligt op een hoogte van 2269 meter, waarvandaan een weg naar de top voert (10 minuten wandelen).
De top biedt een uitzicht over de Zillertaler Alpen, de Stubaier Alpen en de Ötztaler Alpen, maar ook naar het Alpenpark Karwendel in het noorden. In de zomer vormt de Hafelekarspitze het uitgangspunt voor wandelingen en bergtochten naar de Westelijke en de Oostelijke Praxmarerkarspitze, de Rumerspitze, via de Goetheweg naar de Pfeishütte en verder voor de Wilde-Bande-Steig naar de Lafatscher Joch en het Hallerangerhaus of over het Innsbrucker Klettersteig naar de Frau-Hitt-Sattel. In de winter vormt het bergstation uitgangspunt voor skitochten in het gebied van de Noordketen.
Sinds 1931 bevindt zich boven op de berg op initiatief van de Oostenrijkse Nobelprijswinnaar Victor Franz Hess een meetstation voor de observatie van kosmische straling. Anno 2021 is daar een meetstation van de Medische Universiteit Innsbruck voor het meten van de intensiteit van ultraviolette straling ondergebracht.